# Багамские Острова на летних Олимпийских играх 1964
Багамские Острова принимали участие в Летних Олимпийских играх 1964 года в Токио (Япония) в четвёртый раз за свою историю, и завоевали одну золотую медаль.

## Награды

### Золото
| Золото |                         |                           |
| №      | Спортсмены              | Вид спорта (дисциплина)   |
| 1      | Дарвард Ноулз Сесил Кук | Парусный спорт (Звёздный) |

## Результаты соревнований

### Лёгкая атлетика
Мужчины
Беговые дисциплины
| Спортсмен    | Соревнование | Предварительный раунд | Предварительный раунд | Четвертьфинал | Четвертьфинал | Полуфинал | Полуфинал | Финал     | Финал     |
| Спортсмен    | Соревнование | Результат             | Место                 | Результат     | Место         | Результат | Место     | Результат | Место     |
| ------------ | ------------ | --------------------- | --------------------- | ------------- | ------------- | --------- | --------- | --------- | --------- |
| Том Робинсон | 100 м        | 10.50                 | 1 Q                   | 10.38         | 1 Q           | 10.22     | 2 Q       | 10.57     | 8         |
| Джордж Колли | 100 м        | 10.90                 | 5                     | Не прошёл     | Не прошёл     | Не прошёл | Не прошёл | Не прошёл | Не прошёл |
| Джордж Колли | 200 м        | 21.91                 | 5                     | Не прошёл     | Не прошёл     | Не прошёл | Не прошёл | Не прошёл | Не прошёл |

- Q = Прошли в следующий раунд.

Технические дисциплины
| Спортсмен      | Соревнование   | Предварительный раунд | Предварительный раунд | Финал     | Финал     |
| Спортсмен      | Соревнование   | Результат             | Место                 | Результат | Место     |
| -------------- | -------------- | --------------------- | --------------------- | --------- | --------- |
| Хартли Сондерс | Тройной прыжок | 14.59                 | 29                    | Не прошёл | Не прошёл |

### Парусный спорт
Мужчины
Открытый класс
| Спортсмен                              | Класс        | Гонка | Гонка | Гонка | Гонка | Гонка | Гонка | Гонка | Очки | Результат |
| Спортсмен                              | Класс        | 1     | 2     | 3     | 4     | 5     | 6     | 7     | Очки | Результат |
| -------------------------------------- | ------------ | ----- | ----- | ----- | ----- | ----- | ----- | ----- | ---- | --------- |
| Дарвард Ноулз Сесил Кук                | Звездный     | 1     | 5     | DNF   | 6     | 1     | 1     | 7     | 5664 | 1         |
| Годфри Келли Морис Келли Роберт Эрдли  | Дракон       | 16    | 13    | 13    | 4     | 5     | 9     | 1     | 4294 | 7         |
| Роберт Саймонетт Рой Рамзи Перси Ноулз | 5,5-метровый | 9     | 13    | 11    | 3     | 3     | 10    | 10    | 2713 | 9         |